# Wentworth Castle Gardens

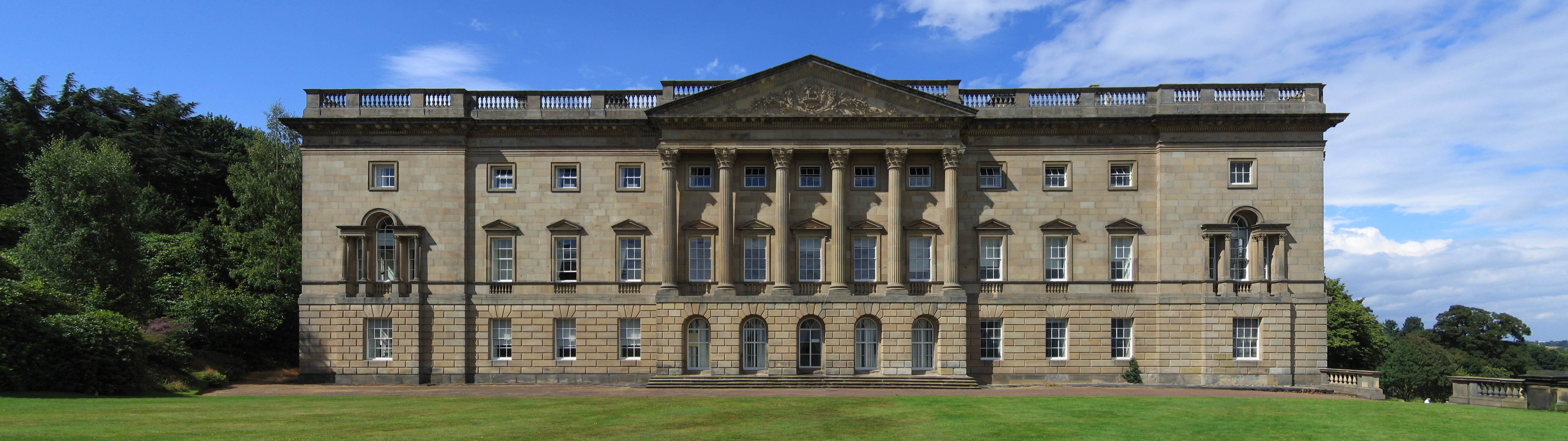
Wentworth Castle.

Los Jardines del Castillo Wentworth, en inglés: Wentworth Castle Gardens es un jardín botánico de 27,5 hectáreas de extensión, que alberga tres « National Plant Collections ». Se encuentra cerca de Barnsley en el condado de South Yorkshire. Pertenece como miembro al BGCI, su código de identificación internacional como institución botánica así como de su herbario, es WENTW.

## Localización
Se encuentra a unos kilómetros de distancia del centro de Barnsley.
Wentworth Castle Gardens, Barnsley M.B.C, Stainborough, BARNSLEY, South Yorkshire S75 3ET, U.K., Barnsley, United Kingdom-Reino Unido.

## Historia
Los bellos jardines y terrenos de parque en Wentworth son los únicos jardines y paisajes catalogados en el grado 1 en la región de Yorkshire del sur. La finca contiene muchas características notables, y de gran significación histórica.

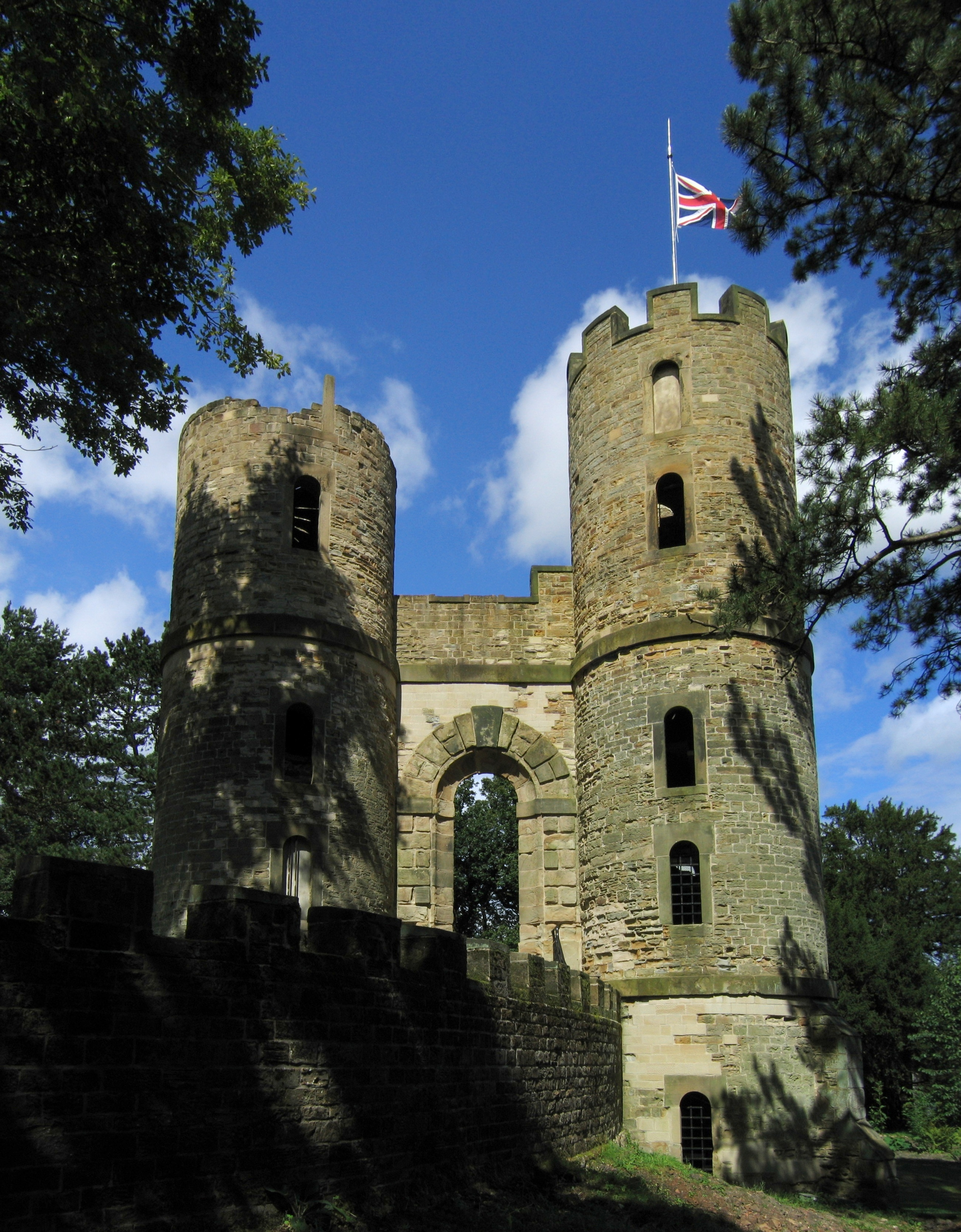
La folly, Stainborough Castle.

Los jardines fueron creados en "Stainborough", en el siglo XVIII, por sir Thomas Wentworth (1672 - 1739), 1r conde de Strafford (segunda creación) y su hijo Willians, 2.º conde (1722 - 1791), inicialmente como resultado de una amarga disputa con otra rama de la familia de Wentworth.
Thomas Wentworth esperaba heredar los terrenos de la finca y las abundantes riquezas de Wentworth Woodhouse, unas 7 millas al sur de Stainborough, cuando el 2.º conde de Strafford (primera creación) murió en 1695. Sin embargo Wentworth Woodhouse le fue adjudicado al primo de Thomas. Amargado y resentido, Thomas compró secretamente la vecina finca de Stainborough en 1708 y comenzó un importante programa de edificaciones.
Thomas Wentworth se creó una gran notoriedad y reconocimiento como soldado y diplomático en el servicio de rey Guillermo III y reina Anne, y en 1708 fue hecho el 1r conde de Strafford de la segunda creación. Esto le empujó a la determinación de crear un señorío en consonacia para un hombre de su importancia.
Thomas por su trabajo de diplomático estaba familiarizado con los jardines barrocos que estaban de moda para la realeza europea en aquel momento y copiados por los miembros de la aristocracia inglesa. Entre 1709 - 1715 una nueva ala barroca fue agregada a la casa existente, después conocido como el pasillo Stainborough, y diseñados unos jardines formales al sur, al oeste y al este de la nueva ala. 
En 1727 Thomas comenzó a construir el castillo falso (folly) en el punto más alto de la finca, y en 1731 fueron retitulados la casa y finca como castillo de Wentworth.

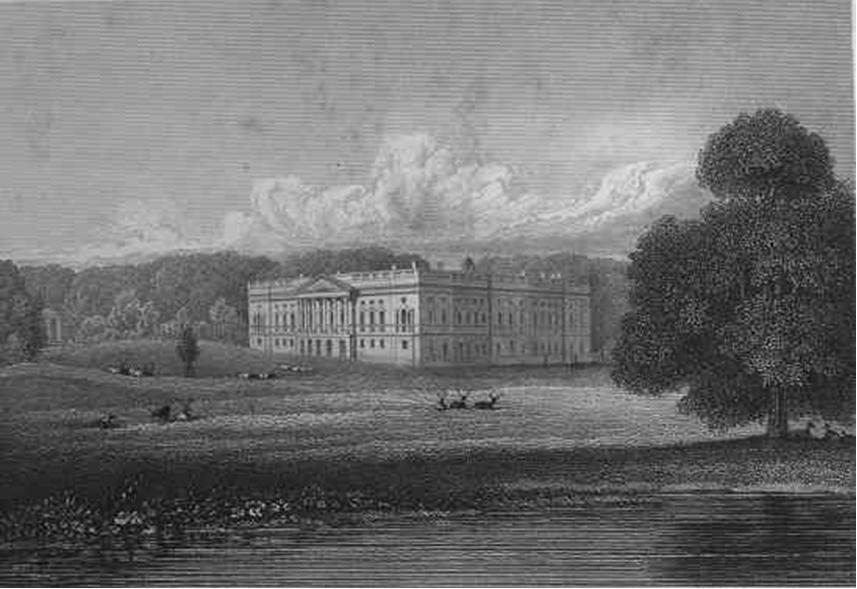
Impronta de principios del del castillo que demuestra las fachadas del sur y del este. Actualmente, el paisaje está "desmejorado", el sinuoso río reducido a una serie de charcas cenagosas y una autopista cercana desfigura la visión.

Thomas fue sucedido por su hijo William en 1739, momento en el cual la moda se trasladaba hacia la presentación de jardines en un estilo más natural. Durante el siglo XIX muchos árboles y arbustos exóticos, especialmente rododendros híbridos robustos, fueron plantados y se construyeron un invernadero y una rocalla. 
En el siglo XX los jardines cayeron en la desidia hasta trabajo de limpieza en los años 70 y la restauración de parte del castillo de Stainborough en los años 80 y el establecimiento de la primera de tres colecciones nacionales de plantas en los jardines.
Wentworth Castle fue ofrecido en el "show" de la cadena de televisión BBC "Restoration" en 2003, cuando fue hecha una tentativa de restaurar el invernadero de Estilo Victoriano, catalogado en grado 2, a su esplendor anterior. Desafortunadamente, el invernadero no ganó en la respuesta de los televidentes; posteriormente, el « Wentworth Castle Trust » tomó la decisión en 2005 para apoyar la frágil estructura con un andamio. Desafortunadamente, el edificio ahora está en condiciones peligrosas, y sin financiación urgente la estructura se podría dar por perdida para siempre. La restauración del invernadero le costará al gobierno de la región unos £2.5millones. (unos 3 millones de euros).

## Colecciones
Los jardines cuidan de tres colecciones nacionales de plantas (National Plant Collections) especies de Rhododendron, híbridos x Williamsii Camellia y especies de Magnolia, bajo dirección del Consejo Nacional para la conservación de plantas y jardines. Esta organización coordina unas 600 colecciones nacionales a lo largo de las islas británicas. En estos santuarios se conservan plantas de jardín, ya sean viejas especies de jardín, raras y o en peligro, así como nuevas variedades, se cultivan juntas y se conservan con garantías de seguridad, en beneficio de la horticultura, de la ciencia y de la educación.
Entre las especies que se cultivan son de destacar, Rhododendron especies y híbridos, Sorbus, Magnolia, Betula, Camellia, Meconopsis, Primulas asiáticas, colección de rosas antiguas. 
- Corinthian Temple
- The Middle Garden
- The Union Jack Garden
- Azalea Gardens
- Conservatory
- Broad Avenue
- Secret Garden
- Earl’s View
- Sun Monument
- Stainborough Castle
- Lady Lucy’s Walk
- Gun Room
- Rysbrack Statue
- The Wilderness
- Wentworth Castle

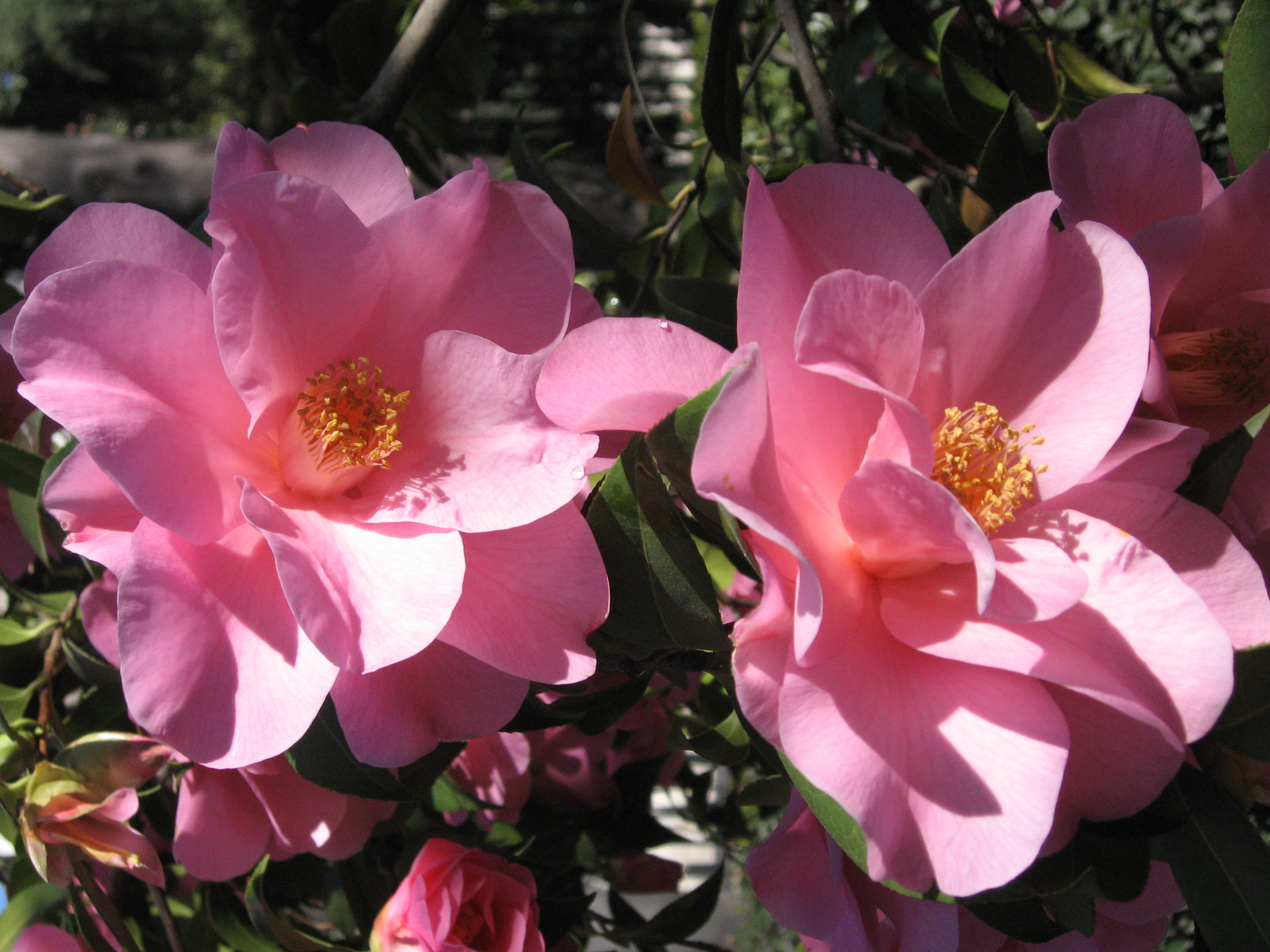
Híbrido simple del Camellia x williamsii 'Brigadoon'

Aquí mantienen un banco de germoplasma con una capacidad de almacenamiento de término medio, que contiene 149 accesiones, representando 149 especies (1994 figuras).